# ديفيد ديوك
ديفيد ديوك (بالإنجليزية: David Duke)‏ (7 ديسمبر 1978 بإنفرنيس في المملكة المتحدة - ) هو لاعب كرة قدم بريطاني في مركز الوسط. لعب مع سويندون تاون ونادي سندرلاند ودورهام سيتي ‏ وConsett A.F.C. ‏ وEsh Winning F.C. ‏ وJarrow Roofing Boldon Community Association F.C. ‏ وSunderland Ryhope Community Association F.C. ‏ ودارلينجتون إف سى.

## وصلات خارجية
- ديفيد ديوك على موقع قاعدة بيانات كرة القدم.إي يو (الإنجليزية)
- ديفيد ديوك على موقع Soccerbase.com (لاعب) (الإنجليزية)